# 菊池謙二郎舌禍事件
菊池謙二郎舌禍事件（きくちけんじろうぜっかじけん）は、1920年（大正9年）、当時の水戸中学校（現在の茨城県立水戸第一高等学校）校長・菊池謙二郎が茨城県水戸市内で行った講演内容が問題とされ、辞職に追いやられた事件である。講演から辞職に至る経緯と同中学校生徒による校長の復職要求運動等について記述する。

## 辞職に至る経緯

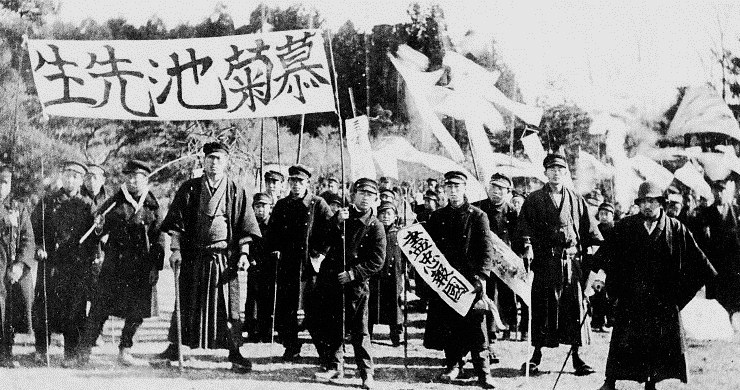
菊池校長の免職に抗議する水戸中生徒による同盟休校、偕楽園。写真：水戸市立図書館

1920年（大正9年）7月、約1年間の欧米教育視察から帰国した菊池は、定期試験廃止も含む、外面的には自由主義を取入れたあるいは、民主主義的教育方法を採用したとされる革新教育を実施する。これに対し、茨城県教育会総集会で同会長兼任の県内務部長守屋源次郎は自由主義・自由教育を嫌い、菊池に敵対していたとされる。守屋は県知事力石雄一郎より、水戸市民・生徒から見て、特に教育行政において権勢を振るっており、守屋を知事と思っていた生徒も多く、実際に守屋を知事と記した資料もある。
12月24日、守屋による紹介の後、菊池は『国民道徳と個人道徳』と題し講演を行い、祖先崇拝、家族制度（尊重）、忠孝一本、武士道等を日本固有とする従来の国民道徳論に対し、同様の考えは欧米にもあり、従来の個人道徳の説き方が対他関係に偏り過ぎ外形を取り繕うものであると批判、「欧米の長」を採り、自主・自立・自発・自治・自張の諸徳を養う事に努力すべきとする。この時は問題は起こらずに終わる。
1921年（大正10年）1月10日、いはらき新聞社主催、水戸の名士会「十日会」で、再度講演、内容は速記ではなく文責在記者とし、講演後の座談会で菊池が冗談として述べ、記事にしないよう念を押した話も講演で述べたとする等、内容を改竄した「大分まずい」筆記で13日から5回に渡り、同紙に連載される。18日、「茨城神道団」が講演内容を教育勅語にも反し不謹慎とし、決議文を発表、30日、文責者名を削除した記事、菊池非難の主張を載せたビラを水戸市内でまき、「舌禍事件」「舌禍問題」となる。中心は守屋で「舌禍事件なるものも守屋サイドからの難癖で、菊池という敵対勢力をつぶそうという政治的暴力であったといえよう」とされる。31日、神道団が文相あての陳情書を提出。小久保喜七ら政友会代議士10名が、文相、内相、法相と会談、校長処分を要請。
2月5日、講演問題が帝国議会（衆議院予算委員会）で取上げられ、文部省から県の監督責任を問う厳重な照会を受け、内務省内で警保局長川村竹治から厳しく問質され返答に窮した県当局（県知事）は、菊池に七項目の質問状を出す。一方で菊池の校長辞職を画策、実弟の菊池忠三郎に対し説得工作を画策するが、菊池の親友市村瓚次郎は軽々に辞職しないよう上野で忠三郎に伝言を託す。6日日曜正午、菊池が七箇条の答弁書を提出、知事が守屋他四名の会議を招集する。夜、守屋が菊池に答弁書は簡にして要を得、知事を始め何れも一点非難すべき所なしと言う。その頃、知事官舎を訪れた忠三郎に知事が辞表提出は菊池のためと言うと、忠三郎は説得を拒否、菊池も相手により態度を変える知事に激怒、知事が困るなら辞めるが、自分が困るのは構わぬと一時辞職を拒絶するが、8日、県当局者に同情、診断書を添付、病気事由の辞表を提出、9日、依願免職発令。

## 同盟休校
2月11日、生徒は紀元節式典日に校長の出校がなく、校庭で校長の復職がない時は同盟休校の方針を決議、菊池は自宅を訪れた生徒らに「今は語るべき時ではない」と伝え、選出された20名の委員生徒により校長復職を期す決議文が作成される。12日、全校生徒が柔道場で決議文に署名、血判。午後、講堂での告別式で菊池が訣別への衷情を告げ壇上で泣き伏すと生徒も慟哭、生徒は絶大な支持を示す。同盟休校の口火は、早稲田出身の柔道教師、沼尻廣の演説ともされる。水戸商業生徒も生徒を支援する。生徒らは菊池を自宅に送り、常磐神社で祈願、無償で提供の都湯2階に本部を設置。
13日、柔道場で3年生以上の生徒が翌日の代表による知事との折衝を確認。復職要求のビラ1万枚を市内で散布。寄宿生全員が退宿。
14日、柔道場で委員生徒が陳情書・決議文を朗読、県庁で知事への校長復職の請願が拒否されると、帰校し同盟休校突入。「慕菊池先生」の横幕等を掲げ市中を示威行進、夜、本部で約800名の退学届を作成。15日、新聞一紙は知事の二年生の息子も上級生が止める中、泣いて血判を押した旨と、「小久保何とか云う老朽無為の議員抔が大口叩くから面倒に及ぶ。今時の教育家に無理解な老人共が横槍を入れる資格は更に無い。」と記す。東京（の）新聞は『水戸中学校長菊池謙二郎氏の危険思想問題』とする記事を載せる。生徒は示威行進を行う。父兄大会開催。夜、市長・市会議長らが生徒委員と会見、説得を試みるも拒否される。16日、生徒が偕楽園で自習開始、卒業生らが支援。菊池が自宅に主な委員生徒を招き復校を勧める。17日、下市（しもいち、水戸市東部の下町）電気館での生徒主催の講演会、警官が聴衆を解散させ中止。菊池が自宅に主な委員生徒を招き復校を勧める。
19日、菊池が自宅に委員生徒を招き復校を要望。午後、生徒が父兄に菊池との会見を伝え、復校の方針が定まる。20日、菊池の釈明演説、聴衆1800人。演説の最後に生徒へ翌朝自宅に来るよう伝える。菊池が辞表提出の経緯を述べると、約1800の聴衆が嵐のような拍手、大衆が外で取り囲み熱狂的に支持、等とされる。21日、菊池が自宅門前で生徒に感謝と復校の要望を伝え、生徒が応じ、21日8時「他の何人の勧告をも容るる事は出来ぬが、菊池先生から復校の勧告あるが為に」先生の意に従うとし、自宅前で万歳三唱し登校。中学講堂で復校式が行われ、同盟休校終了。

## 社会・国会
同盟休校には、地元支持者も多く、茨城女子短期大学は、水戸の歌人、小松原暁子が「水戸中学の盟休」として詠んだ六首中の三首を示している。大新聞も美談として取上げ、外国紙、ロンドンタイムスも報じたとされる。
22日、衆議院で星島二郎が「水戸中学の菊地校長の如き飛んでもない犠牲者が出て」と言及する。病床の後藤新平が、忠三郎に「皇室中心主義者と知られたる」菊池が、辞職に至れりとは怪訝に堪えず其の真相如何と述べ、菊池に責任転嫁する知事の書簡を見せる。国内より遅れ、23日「日布時事」、25日「日米」は「旧道徳打破を叫び中学校長大問題を惹起」とし、「今東湖」菊池謙二郎氏が帰朝後思想を一変等、守谷らの主張に近い形で事件を記す。生一本の人、全国中学校長会議で「普通学務局長村上氏」（大正7年資料では学務局書記官）の演説時『馬鹿野郎』と大喝、校長連の度肝を抜いた奇行家で熱心の余り極端になったとも記す。25日、与謝野晶子が支持、小久保を「野蛮な代議士」とする。28日、貴族院予算総会で柳原義光が真相を明らかにするよう文相を追及する。
3月5日「胡麻鹽（塩）頭を撫でつけ山羊髯を生やして鹽瀬（羽二重）五つ紋に袴を着けた品よき中老の紳士」菊池謙二郎が国会の国民党第二控室に迎えられ、新人議員6人と意見交換、落着いた態度で、演説中傷ビラには「私の知らぬ過激な用語が」ある、水戸では問題にならなかったが東京の政友会代議士が騒いだ、政友会は嫌いで小山田信蔵にはいつも反対している等述べる。質問に、脅迫状は一通もない、再び校長にはならないが、教師・生徒は心配、自分は水戸で麦飯でも食っていく、言論の自由は尊重して貰いたい旨答える。議員3名は6日に菊池と共に水戸に行き、菊池問題の為に獅子吼する予定と報じられる。13日、大阪毎日新聞が生徒と菊池擁護の社説を載せる。
15日、貴族院分科会、24日、貴族院予算委員会で、中村是公が質問、文相を問い糺す。中村は菊池忠三郎を自分の友達と言って呼び捨てにし、菊池謙二郎には敬称をつけているが、中村は菊池の予備門、後の第一高等学校以来の親友で、知己となったのは謙二郎が先である。忠三郎は後藤新平の元秘書官で、中村とは共に後藤を支えた仲、菊池兄弟の妹藤沢やすの養子平八は、後藤の次男である。中村は、政府委員の赤司鷹一郎の答弁を遮る事も含め、県当局、文相の責任を追及、また、菊池の山口高等学校教授時代の校長で、主査の岡田良平も文相の答弁の不備を一言注意している。26日、文相は衆議院議員への答弁で、辞職は病気のため、政府は十分な釈明を聞いておらず的確な断定ではないが、校長も周密な注意を欠いた、新聞記事すべてが事実ではない等とする。
4月14日から「布哇報知」が「水戸中学の騒動と菊池校長」と題する連載小説風の連載特集を組み、最後に（校長）排斥の旗頭は政友系の札つき、小山田等政友会の野心、小久保の守屋を使った「醜運動」で校長を辞職させたが、事実は菊池の勝、生徒も「後任校長が菊池先生に劣る人物であったら又一騒ぎ」と言った等記す。
少し後、1926年（大正15年）には、作中で生徒を支持する小説も出版されている。
4月25日、菊池の著作『危険視せられし道徳論と辞職顛末』発行。
同盟休校終結後も、校内の動揺は大きく、すでに、2月25日には、生徒による舎監襲撃事件が起き、
新年度になっても、十数名の教職員が退職、正常な授業もできない状態であったとされる。11月には、県内中学校の大会での競走の結果をめぐり、水中と師範学校の生徒間で乱闘が起きた事が新聞で報じられる。
同月、川本宇之介が守屋、小久保らの主張に近い形で、菊池を批判する。
新校長、塚原末吉は生徒の気質をよく理解し柔軟な生徒管理を行い発展と安定をもたらしたという。